# Santiago Tuxtla
Santiago Tuxtla ist eine Stadt im Südosten des mexikanischen Bundesstaats Veracruz. Santiago Tuxtla ist Verwaltungssitz des Municipio Santiago Tuxtla und hat etwa 15.000 Einwohner.

## Geographie
Lage
Santiago Tuxtla liegt in den nordwestlichen Ausläufern der Sierra de los Tuxtlas etwa 30 Kilometer von der mexikanischen Golfküste entfernt in einer Höhe von ca. 200 m ü. d. M. Die Stadt ist knapp 520 Fahrtkilometer in südöstlicher Richtung von Mexiko-Stadt entfernt; Veracruz, die ehemalige Hauptstadt des Bundesstaates, befindet sich gut 140 Kilometer in nordwestlicher Richtung.
Geologie
Die Böden in der Region sind meist vulkanischen Ursprungs, wenngleich der Vulkan El Vigía als erloschen gilt. Die vulkanischen Aktivitäten haben sich bereits seit tausenden von Jahren weiter nach Nordwesten in die Sierra Volcánica Transversal verlagert.
Klima
Die Jahresdurchschnittstemperaturen liegen bei etwa 24 bis 26 °C bei einer Niederschlagsmenge, die zwischen 1400 und 3600 mm jährlich schwanken kann. Die Luftfeuchtigkeit ist meist entsprechend hoch.

## Bevölkerung
Die Stadt Santiago Tuxtla hat um die 15.000 Einwohner. Etwa 90 % der Bevölkerung sind katholischen Glaubens.

## Wirtschaft
Während die Bevölkerung im Umland hauptsächlich vom Ackerbau (Mais, Zuckerrohr, Bohnen etc.) und von der Viehzucht (Rinder, Schweine, Truthähne) lebt, bildet die Stadt das handwerkliche, merkantile und kulturelle Zentrum der Region. In den letzten Jahrzehnten hat der Dienstleistungssektor (Banken, Versicherungen, Tourismus etc.) einen deutlichen Aufschwung erlebt, dennoch gilt die Region für mexikanische Verhältnisses als eher rückständig und arm.

## Geschichte
In dem schwülheißen, aber im Zusammenspiel mit den mineralreichen Böden insgesamt sehr fruchtbaren Landstrich reichen menschliche Niederlassungen weit zurück. Mit den Olmeken entstand hier eine der ersten und gleichzeitig bedeutendsten Hochkulturen Mesoamerikas, von denen Impulse für den Bau von Tempelpyramiden ebenso ausgingen wie für die Entwicklung der Bildhauerei und des Kalenders. Die Kultstätte Tres Zapotes gehört zu den am längsten kontinuierlich besiedelten Plätzen Mexikos. Die spanischen Conquistadoren kamen um 1520 in diese Gegend, doch wurde die nach dem Apostel Jakobus benannte Stadt erst im Jahr 1525 gegründet. Sie gehörte zum Besitz des im Jahr 1529 zum Marqués del Valle de Oaxaca ernannten Eroberers Hernán Cortés.

## Sehenswürdigkeiten
- Der Parque Juarez, an dem auch der Palacio Municipal steht, befindet sich im Zentrum der Stadt dient der Bevölkerung – vor allem in den Abendstunden – zum Flanieren und Promenieren. Hier wurde auch der größte bislang gefundene olmekische Kolossalkopf mit einer Höhe von ca. 3,40 m und einem Gewicht von etwa 38 Tonnen aufgestellt; er stammt vom Rancho la Cobáta in der Nähe von Tres Zapotes.
- Im zentral gelegenen Museo Regional Tuxteco ist der aus Tres Zapotes hierher transportierte Monumentalkopf Q zu sehen, der jedoch mit seiner Höhe von ca. 1,50 m deutlich kleiner ist als der auf der Plaza. Daneben finden sich weitere Artefakte aus Tres Zapotes und anderen weniger bedeutsamen Fundstätten.
- Die langgestreckte, im 19. Jahrhundert erbaute Kirche der Stadt mit ihren zwei ungleich hohen Fassadentürmen ist dem hl. Jakobus geweiht.